# Глазовка (Гомельская область)
Глазовка (бел. Глазаўка) — агрогородок в Морозовичском сельсовете Буда-Кошелёвского района Гомельской области Белоруссии.
Поблизости есть залежи глины.

## География

### Расположение
В 12 км на юг от районного центра и железнодорожной станции Буда-Кошелёвская (на линии Жлобин — Гомель), 55 км от Гомеля.

### Гидрография
На юге, севере и западе мелиоративные каналы.

## Транспортная сеть
Транспортные связи по просёлочной, затем автомобильной дороге Жлобин — Гомель.
Планировка состоит из прямолинейной широтной улицы, к которой с севера присоединяются две длинные и две короткие улицы, с юга — две короткие улицы. Застройка деревянная, двусторонняя, усадебного типа.

## История
По письменным источникам известна с конца XIX века как деревня в Чеботовичской волости Гомельского уезда Могилёвской губернии. Рядом находился фольварк, хозяин которого владел в 1870 году 1283 десятинами земли и питейным домом. В 1883 году размещались 3 ветряные мельницы. С 1884 года действовал хлебозапасный магазин. По переписи 1897 года находились: Покровская церковь (деревянная), винная лавка, трактир. В одноимённом фольварке — церковь, трактир. Имелось народное училище (в 1907 году 75 учеников). В 1909 году функционировали: церковь, школа, казённая винная лавка, мельница. В фольварке — 1387 десятин земли.
С 8 декабря 1926 года центр Глазовского сельсовета Уваровичского, с 17 апреля 1962 года Буда-Кошелёвского района, с 20 февраля 1938 года Гомельской области. Действовала начальная школа.
В 1930 году организован колхоз «Коммунар», работала ветряная мельница. Во время Великой Отечественной войны в боях за освобождение деревни в ноябре 1943 года погибли 13 советских солдат (похоронены в братской могиле в 0,2 км от здания правления колхоза). На фронтах погибли 218 жителей. В 1959 году Центр колхоза «Новая жизнь». В 1996 году построено новое здание церкви. Работают: пекарня, швейная мастерская, средняя школа, Дом культуры, библиотека, фельдшерско-акушерский пункт, детский сад, ветеринарный участок, отделение связи, магазин.
В состав Глазовского сельсовета входили ныне не существующие: до 1969 года посёлок Никольск, до 1976 года посёлок Чистое, до 1997 года посёлок Кленок.
До 16 декабря 2009 года центр Глазовского сельсовета.
В 2011 году деревня Глазовка преобразована в агрогородок Глазовка.

## Население

### Численность
- 2004 год — 251 хозяйство, 599 жителей.

### Динамика
- 1883 год — 112 дворов 743 жителя.
- 1897 год — 168 дворов, 1147 жителей (согласно переписи). В фольварке 4 двора, 27 жителей.
- 1908 год — 192 двора, 1378 жителей, в фольварке 34 жителя.
- 1959 год — 942 жителя (согласно переписи).
- 2004 год — 251 хозяйство, 599 жителей.

## Достопримечательность
- Воинское захоронение погибших в период Великой Отечественной войны